# Pagarés de Nueva Rumasa
Los pagarés de Nueva Rumasa fueron una serie de emisiones de pagarés que llevaron a cabo distintas empresas del grupo Nueva Rumasa a partir del mes de febrero del 2009. Según la información que trasladó Nueva Rumasa en los folletos de emisión de los pagarés, los fondos obtenidos se utilizarían en la adquisición de empresas. En diciembre de 2011, la Audiencia Nacional había detectado 13 sociedades distintas del grupo que habían emitido pagarés destinados supuestamente a la ampliación de capital o la compra de activos.

## Historia
El 23 de febrero de 2009 se realizó la primera emisión de pagarés de Nueva Rumasa a través de la empresa Carcesa, dedicada al sector de la alimentación y propietaria de las marcas comerciales Apis (dedicada a la venta envasada de tomate triturado, paté y callos) y Fruco (zumos, salsas de tomate, mayonesas). Esta emisión estaba dirigida a inversores particulares y ofrecía una rentabilidad del 8% a un año. La inversión mínima requerida era de cincuenta mil euros y según cuentas de la propia Carcesa que se conocieron posteriormente, la empresa logró captar algo más de 70 millones de euros ese año con esa emisión.
La segunda emisión de pagarés se realizó en septiembre del 2009 a través de la empresa Hibramer, dedicada a la fabricación de piensos para la alimentación de animales y producción de huevos. Los pagarés ofrecían una rentabilidad a un año del 6% el primer año, ofreciendo además la posibilidad de renovar los pagarés anualmente con un 0,5% suplementario por cada año que se mantuviera la inversión, hasta llegar al 8% al cabo de 5 años, fecha máxima de vencimiento de los pagarés.
La tercera emisión se realizó a través de la empresa Hoteles Maspaloma y recuperó la rentabilidad anual del 8% a un año. En los anuncios de televisión que publicitaron esta emisión de pagarés se aseguraba que la inversión estaba garantizada por «un tesoro de valor incalculable: extraordinarias existencias que cuentan con certificado de envejecimiento de acuerdo con la normativa vigente del consejo regulador, y con una valoración de un experto independiente de más de 1.200 millones de euros». El anuncio se refería a los inventarios de los brandys Espléndido, Gran Garvey y Conde de Garvey.
La cuarta emisión de pagarés se realizó el 24 de diciembre de 2009 a través de la empresa José María Ruiz Mateos S.A y ofrecía pagarés a dos años con un tipo del 10% anual a pagar trimestralmente y con una inversión mínima de cincuenta mil euros. La emisión aseguraba contar con garantías de cobro que proporcionaban las empresas Dhul y Clesa y pretendía captar entre 60 y 70 millones de euros con los que financiar la compra de un grupo de alimentación del que no se reveló el nombre.
A causa de las características de estos pagarés, en cuya emisión no intervenía ninguna entidad financiera, quedaron fuera del ámbito de supervisión de la CNMV. A lo largo del tiempo, este organismo regulador emitió hasta 7 comunicados a través de su web en los que advertía de los riesgos de estas operaciones y pedía a los potenciales inversores que se informaran convenientemente a través de asistencia financiera especializada. Según fuentes de la propia Nueva Rumasa, la cantidad captada a través de estas cuatro emisiones de pagarés fue de unos 100 millones de euros de unos 5.000 inversores.
El 14 de abril de 2010, a instancia de la CNMV, el gobierno reformó el artículo 30 bis de la Ley 24/1988 del mercado de valores de forma que en la venta de títulos dirigida al público en general, empleando cualquier forma de comunicación publicitaria, tuviera que existir como intermediario un gestor financiero autorizado que debía responder ante la CNMV. Con esta modificación legislativa Nueva Rumasa estaba obligada a pasar por la supervisión de la CNMV si quería dar publicidad a una nueva emisión de pagarés, tal como había sucedido en sus cuatro emisiones anteriores a través de anuncios en prensa y televisión.
Puesto que la cuarta emisión de pagarés de Nueva Rumasa finalizó el 23 de junio de 2010, fecha posterior a la modificación de la Ley 24/1988 del mercado de valores, el conglomerado empresarial de la familia Ruiz Mateos tuvo que contratar a la empresa de valores GPM para hacer de intermediaria en la comercialización de los pagarés.
En junio de 2010, Nueva Rumasa realizó una quinta emisión de pagarés con una rentabilidad del 10% si la inversión se realizaba a un año y del 12% si se realizaba a dos años, con una compra mínima de cincuenta mil euros. La emisión no fue publicitada en los medios de comunicación como si lo fueron las anteriores, de forma que a esta no le afectaba la modificación de la ley del Mercado de Valores y por lo tanto no requirió la existencia de un intermediario ni quedó bajo la supervisión de la CNMV. Nueva Rumasa, sin embargo lanzó al mismo tiempo una ampliación de capital de la empresa Dhul con la que pretendía obtener unos 30 millones de euros para construir una fábrica en Jaén. La ampliación de capital de Dhul, la marca de flanes de Nueva Rumasa, se hizo a través de participaciones mínimas de 1.200 euros y fue ampliamente publicitada en medioa de comunicación como las emisiones de pagarés. El número de teléfono al que remitía la oferta de ampliación de capital de Dhul era el mismo que se usó para las cuatro emisiones de pagarés anteriores y también para la quinta, de forma que las personas que llamaban para comprar participaciones en la ampliación de capital de Dhul también recibían al mismo tiempo información y la oferta de adquirir pagarés de esta quinta emisión por parte de los agentes comerciales que respondían al teléfono cuando llamaban los interesados.
El 17 de febrero de 2011 José María Ruiz Mateos convocó una rueda de prensa acompañado de sus seis hijos para hacer pública la solicitud de concurso de acreedores para diez de sus mayores compañías, entre las que se encuentran Clesa, Dhul, Trapa, Hotasa, Elgorriaga, Garvey, Hibramer, Carcesa e incluso el club de fútbol Rayo Vallecano.
El 2 de junio de 2011 la fiscalía anticorrupción presentó una querella por estafa o apropiación indebida en la Audiencia Nacional contra José María Ruiz Mateos, su esposa Teresa Rivero y seis hijos y un sobrino de estos por haber vendido pagarés por valor de más de 90 millones de euros a más de 1.000 inversores.
En diciembre de 2011, el informe del ministerio fiscal sobre el proceso que se sigue contra el fundador de Nueva Rumasa, José María Ruiz Mateos, su mujer, Teresa Rivero, sus seis hijos varones, y su sobrino, Zoilo Pazos por los delitos de estafa, insolvencia punible y administración desleal, afirmaba que Nueva Rumasa había captado 385,3 millones de euros de 4.110 inversores mediante la emisión de pagarés a través de 13 empresas.
SENTENCIA
El 30 de mayo del 2025 la Audiencia Nacional condenó a los 6 hijos varones de Jose Maria Ruiz-Mateos (1931-2015) por los delitos de estafa, blanqueo de capitales y alzamiento de bienes en la estafa de la captación de fondos para el Grupo Nueva Rumasa entre los años 2009 y 2011.José Ramón Romero, el que fuera director de la oficina del Grupo Rumasa en la localidad gaditana de Jerez de La Frontera, también fue condenado a 6 años y 3 meses de prisión. La Audiencia Nacional también condenó a 6 años y 5 meses de cárcel a un sobrino de Ruiz-Mateos, Zoilo Pazos, que figuraba como partícipe y administrador de numerosas sociedades del grupo, además de a Ángel de Cabo, Fernando Juan Lavernia e Iván Losada a penas de entre 3 y 5 meses de prisión por delito de alzamiento de bienes. Otras 4 personas que habían sido procesadas acabaron siendo absueltas.
La sentencia condenó a los 6 hermanos Ruiz-Mateos, a José Ramón Romero y a Zoilo Pazos a indemnizar de forma conjunta y solidaria a los afectados, a hacerse cargo de las costas procesales y las de las acusaciones particulares.
En la sentencia la Audiencia Nacional consideró probado que los condenados ocultaron la situación de insolvencia de las empresas del grupo NUEVA RUMASA a acreedores, proveedores y consumidores, y que utilizaron las emisiones de bonos para tratar de salvar la situación de sus empresas y para hacer frente a préstamos y gastos personales, especialmente los de carácter hipotecario que recaían sobre sus viviendas.
La Audiencia Nacional afirma que entre febrero del 2009 y del 2011 Nueva Rumasa captó unos 337 millones de euros de sus emisiones de deuda, de los cuales solo 243 acabaron en las empresas del grupo. El dinero captado con las inversiones se destinó a una caja común desde la que era distribuido a las distintas empresas del grupo y también a sufragar gastos personales de los condenados, como coches e inmuebles, que se ponían bajo titularidad de sociedades españolas que eran propiedad de otras sociedades con sede en el estado de Belice.
Actualmente los inversores en los pagarés que emitieron las distintas empresas de Nueva Rumasa siguen sin cobrar.